# Schloss Windern

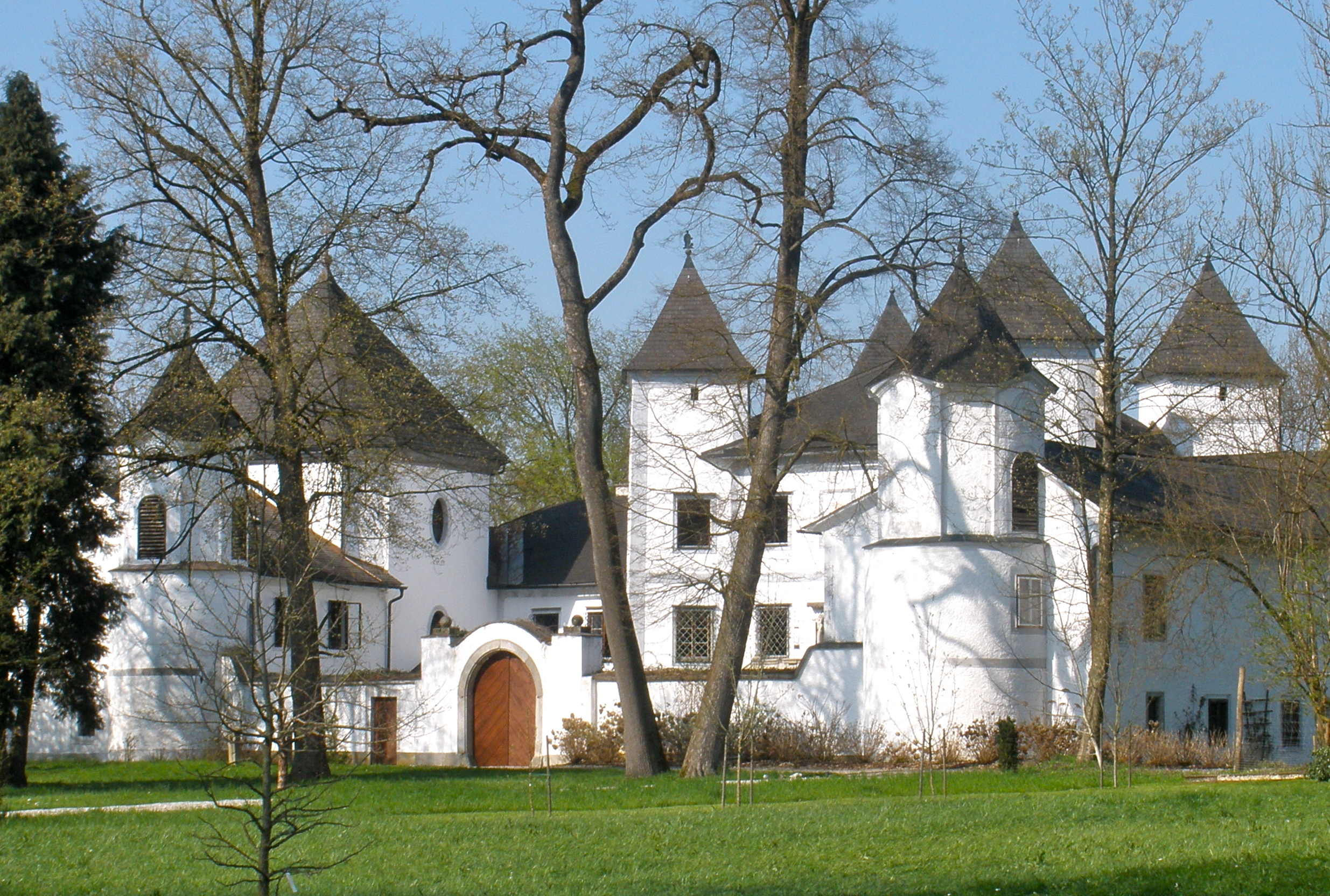
Schloss Windern heute

Das Schloss Windern befindet sich im gleichnamigen Ortsteil der Gemeinde Desselbrunn im Bezirk Vöcklabruck von Oberösterreich.

## Geschichte
Windern (Windarin) wird erstmals 1185 genannt, es war damals im Besitz des steirischen Ministerialen Gerhoch von Viecht. Durch ihn kommt Windern als eine Stiftung an das Stift Admont, von dort 1261 an Hedwig von Weng und Heinrich Aistersheimer. Um 1300 folgt Konrad von Haag; 1315 tritt erstmals ein Besitzer auf, der sich nach dem Besitz nennt: Ulrich von Windern. Auf ihn folgt 1379 Purkhart von Windern. Die inzwischen zu einem landesfürstlichen Lehen gewordene Herrschaft gelangte 1395 an Koloman der Windner und seine Hausfrau Agnes. Die Tochter des Hans Windern Margarete heiratete 1419 den Kolomann von Grienthal  und brachte Windern als Heiratsgut in die Ehe ein. 1455 hatte Sigmund Moser das „Gesäzz Windern“ und dann bis 1523 sein Sohn Clemens inne. 1594 folgten die Polheimer. Diese haben den eigentlichen Schlossbau aufführen lassen. In der Zeit als das Land ob der Enns als bayerisches Pfand vergeben wurde, erwarb 1628 Graf Adam von Herberstorff gegen Rückkaufrecht den Besitz von Siegmund Ludwig von Pollheim. 1629 verkaufte die Witwe Salome von Herberstorff das Schloss wieder an die Pollheimer. Unter Karl von Hayden gehörte 1630 die Herrschaft Windern neben Dorff und Lindach den Haydens. 1654 kaufte Georg Erasmus von Zetlitz das Schloss Windern, von dem es 1657 sein Sohn Georg Christoph erbte. Durch die Heirat der Sara Sophia von Zedlitz gelangte Windern 1742 an Hanns Kaspar Höritzer.

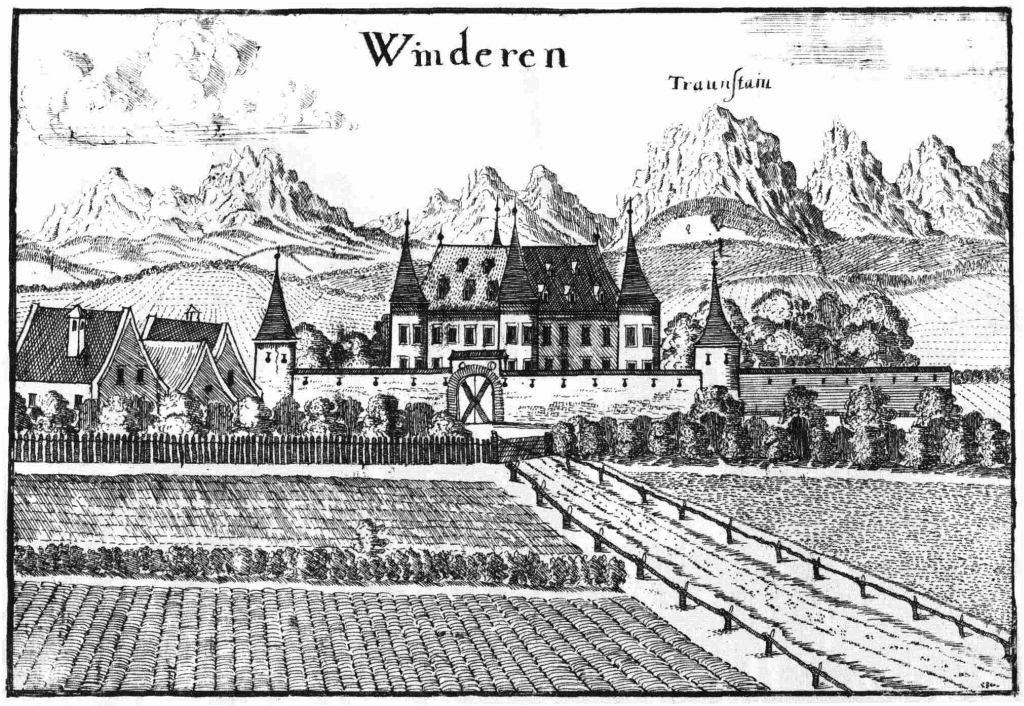
Schloss Windern nach einem Stich von Georg Matthäus Vischer von 1674

1750 (1745) kam Windern an Franz Xaver Poch(k)steiner von Wolfenbach. Seine Gattin, geborene Freiin Pozzi von Rosenfeld, schenkte 19 Kindern das Leben; von diesen erbte Peter nach dem Tode seines Vaters 1798 den Besitz. Die Pochsteiner ließen 1769 die Schlosskapelle errichteten.
Während der Franzosenkriege ist Windern stark befestigt worden; die Schanzwerke sind später wieder eingeebnet worden. Nach einem Brand von 1817 (und 1866) ist Windern neu aufgebaut worden. Die Schwester Rosa des Peters Freiherr von Wolfenbach ehelichte den Freiherrn Kaspar von Lempruch. An dessen Sohn Karl Ludwig wurde 1835 die Herrschaft vererbt. Danach setzte ein rascher Besitzerwechsel ein, zu nennen sind: Karl Freiherr von Mladota (1851), Michael und Therese Bruckmüller und Anton von Lansa (1867), Ludwig Graf Folliot-Creneville (1877) und Freiherrn Eduard von Lago (1884). 1888 wurde Windern von Legationsrat Karl Baron von Gagern erworben, dessen Familie sich sehr um die Erhaltung des Schlosses bemühte. Im Schloss hielt sich oft der Schriftsteller Friedrich von Gagern auf. 1944 errichtete die Nationalsozialistische Volkswohlfahrt im Schloss ein „Fremdvölkisches Kinderheim“, das als Ausländerkinder-Pflegestätte fungierte. Hier waren Kinder von Zwangsarbeiterinnen untergebracht. Die Witwe Maria Gagern starb 1960 in Linz, ein Jahr zuvor ging Windern in den Besitz des Otto Freiherr von Buttlar-Brandenfels über. Der nächste Besitzer war Maximilian Garber, der das Schloss renovieren ließ. 1988 ging Windern an Werner Frey aus Basel, der das Schloss zu einer Seniorenresidenz umbauen lassen wollte; dieser Plan wurde nicht realisiert. Seit dem Jahr 2006 befindet sich das Schloss im Besitz von Franziska Pranckh und Vikas Thapar, die noch im gleichen Jahr mit umfangreichen Sanierungsarbeiten begannen.

## Schloss Windern heute
Windern besteht aus einem fast quadratischen Mittelbau, wobei an den Ecken Viereckstürmchen mit steilen Zeltdächern herausragen. Das Schloss besitzt ein schönes Säulenportal mit seitlichen Torsäulen. Eine mit zwei Rundtürmen bewehrte hohe Mauer umschließt das Vierturm-Schloss. An den rechten Turm schließt ein Wohnbau an, an den linken ein niedriges Häuschen, das mit der Kapelle verbunden ist. Vom Schloss führt ein gedeckter Gang zu der Kapelle. Die Schlosskapelle zum Hl. Nepomuk enthält Gemälde von Bartolomeo Altomonte von 1769, sie besitzt drei Rokokoaltäre und noch die Ausstattung aus der Erbauungszeit. An der Rückseite befindet sich eine geschwungene Freitreppe mit Säulenportal; auf vier Türmchen sind Blechfiguren der Evangelisten. Die Kapelle wurde 1969 renoviert.